# Jesper Stein
 Der er for få eller ingen kildehenvisninger i denne artikel, hvilket er et problem. Du kan hjælpe ved at angive troværdige kilder til de påstande, som fremføres i artiklen.

Jesper Stein Larsen (født 28. februar 1965 i Aarhus) er en dansk journalist og forfatter. Han gik på Risskov Amtsgymnasium 1980-83 og er uddannet fra Danmarks Journalisthøjskole i 1996 og blev efterfølgende ansat på Morgenavisen Jyllands-Posten med politi- og retsstof som hovedområde. Han var madanmelder 2005-2012. Siden 2005 har han været kulturjournalist med litteratur som stofområde. I 2015 blev han fuldtidsforfatter.
Han er søn af litteraturkritikeren Finn Stein Larsen og sygeplejerskelærer Jytte Funder Lauritzen og bror til professor i nordisk litteratur ved Aalborg Universitet, Peter Stein Larsen.
Jesper Stein Larsen har skrevet biografien Man jager et bæst og fanger et menneske (2008) i samarbejde med Bent Isager-Nielsen. Han debuterede som skønlitterær forfatter under navnet Jesper Stein med krimien Uro i juni 2012. Det er første bind i en serie om vicepolitikommissær Axel Steen. Romanen foregår på Nørrebro i marts 2007 ugen efter Ungdomshusets rydning. Serien er solgt til udgivelse i 11 lande og udkommet på Politikens Forlag. Uro modtog Det Danske Kriminalakademis debutantpris i 2012. Andet bind i serien, Bye bye blackbird, udkom 18. juni 2013, tredje bind Akrash 20. juni 2014, fjerde bind Aisha i november 2015 og femte bind Papa udkom i 2017. I 2018 udkom sjette bind "Solo", som blev belønnet med Det Danske Kriminalakademis pris for årets bedste danske krimi, Harald Mogensen-prisen.
Jesper Stein modtog i 2015 Dan Turèll Medaljen for sin krimiserie. I januar 2016 vandt han boghandlernes store pris De gyldne laurbær for Aisha. I 2017 modtog Jesper Stein Martha Prisen og blev kåret til årets forfatter af Saxos brugere.
De tre første romaner er solgt til SF film.
I 2020 udkom den selvbiografiske roman Rampen, som er baseret på Jesper Steins liv med sine forældre. Den handler om svigt og kærlighed i en familie, der går i opløsning under en hård skilsmisse. Den kredser om den arv, vi får fra vores forældre på godt og ondt, druk, litteratur og løgne. Romanen fik fem og seks-stjernede anmeldelser i de store dagblade ved udgivelsen. Han modtog bibliotekernes pris, Læsernes Bogpris 2020 for Rampen.
2022 udkom Ædru, en roman om en forfatter, der er på et otte uger langt afvænningsophold. Den beskriver opgøret med et langt liv med alkohol, angsten for fremtiden og gør op med romantiseringen af den fordrukne mandlige forfatter, som er så udbredt i den vestlige kultur. Romanen bliver i dag brugt i Minnesotabehandling i Danmark. I kølvandet på bogen lavede Danmarks Radio fire udsendelser med titlen Drukkultur, hvor Jesper Stein taler med en lang række kunstnere om sammenhængen mellem kreativitet, druk og kunst.
I 2023 udkom den syvende roman i Axel Steen-serien, City. Også den fik strålende anmeldelser.